# نادي العروبة (العراق)
نادي العروبة الرياضي هو فريق كرة قدم عراقي مقره في كركوك، يلعب في الدوري العراقي الدرجة الثالثة.

## روابط خارجية
- نادي العروبة على Goalzz.com
- أندية العراق - تواريخ التأسيس